# Vespa multimaculata
Espèce
Vespa multimaculata est une espèce de frelons d'Asie du Sud-Est de la famille des Vespidae.

## Répartition
Ce frelon est présent sur la péninsule Malaise et les îles de Sumatra et Bornéo.

## Description
La taille, les couleurs et le vol de ce frelon ressemblent plus aux guêpes qu'aux frelons. C'est l'espèce la plus petite du genre Vespa. Elle se distingue aussi par la présence de zone de couleur noire sur le clypeus.